# Pekingente (Rassegeflügel)

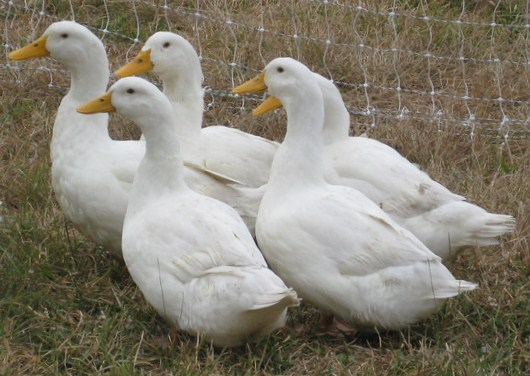
Amerikanische Pekingenten

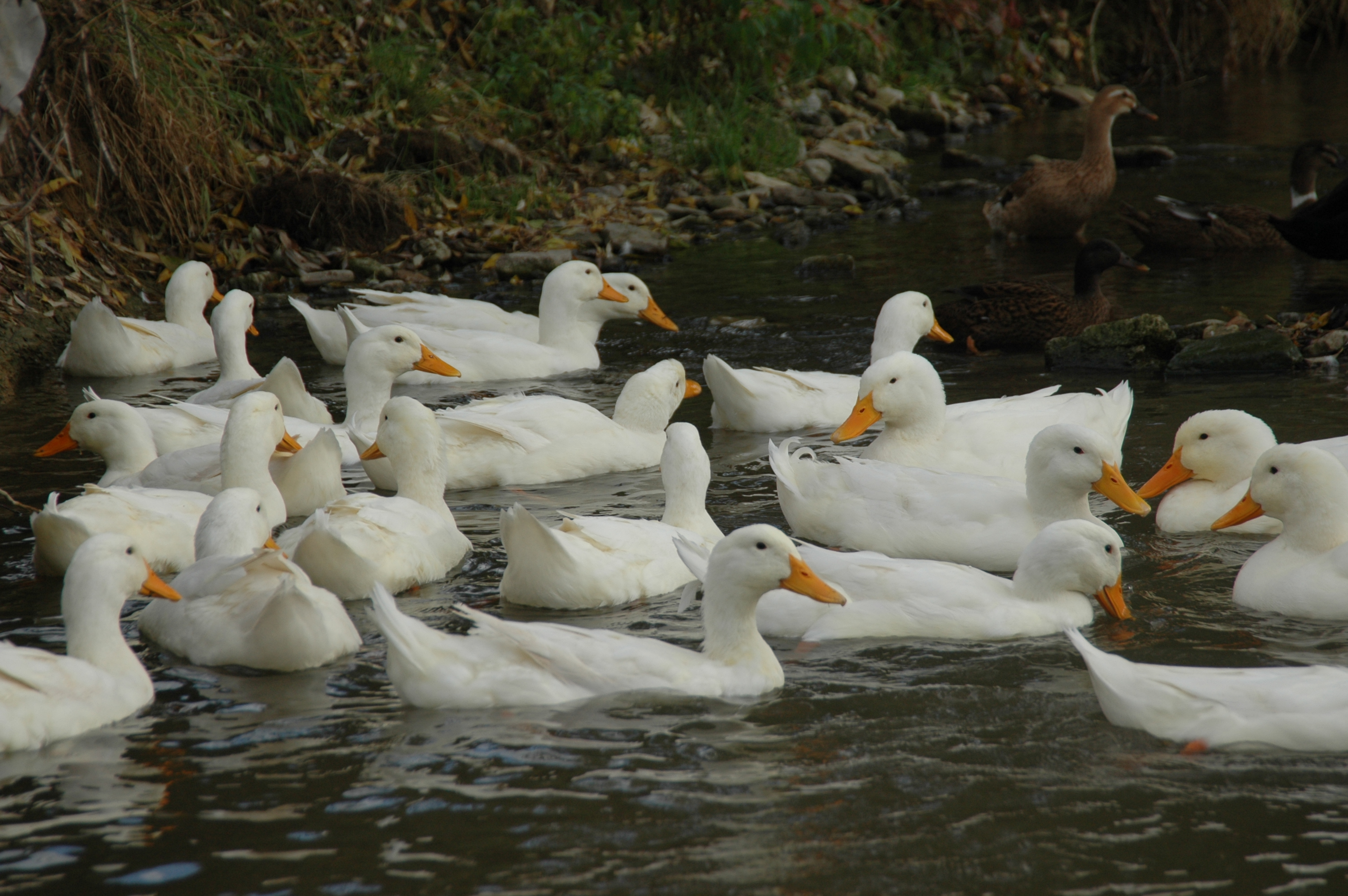
Schwimmende Amerikanische Pekingenten

Die Pekingente (Anas platyrhynchos domestica) ist eine domestizierte Form der Stockente und die häufigste Form der Hausente. Die meisten im Handel angebotenen Enten sind Zuchtformen der Amerikanischen Pekingente.

## Geschichte
Die Pekingente kam aus Südostasien. In Asien wurde gleichermaßen viel Wert auf die Fleischleistung einer Rasse gelegt wie auf die Legeleistung. Die Ente wurde traditionell auf Karpfenteichen gehalten, wobei ihre Exkremente das Wasser düngten, was das Wachstum kleiner Pflanzen förderte, die Wirbellosen und kleinen Fischen als Nahrung dienten, von denen sich wiederum die Enten ernährten.

## Rassen
Sowohl die Deutsche Pekingente als auch die Amerikanische Pekingente stammen von 1872 durchgeführten Importen ab, bei denen jedoch unklar ist, ob es sich vielleicht auch um verschiedene Schläge oder gar Rassen handelte. Die englischen und deutschen Züchter der Pekingenten legten besonderen Wert auf eine aufrechte Körperhaltung, die amerikanischen Pekingenten wurden auf ihre Wirtschaftlichkeit hin selektiert. Ihre Körperhaltung ist nur leicht angehoben und liegt etwas über der Waagrechten. Im Europaverband für Kleintierzucht sind beide Rassen anerkannt. In Amerika sind jedoch keine Deutschen und in England keine Amerikanischen Pekingenten anerkannt.

### Deutsche Pekingente

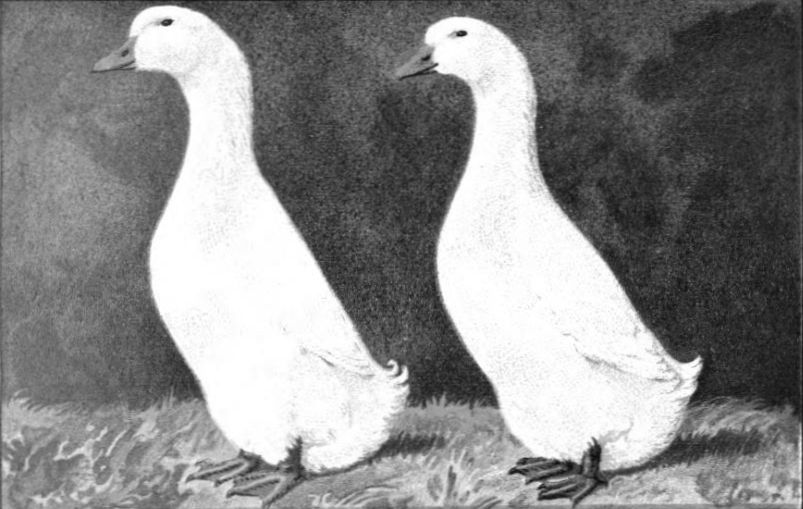
Deutsche Pekingenten mit aufrechter Körperhaltung („Kramers Taschenbuch der Rassegeflügelzucht“ von 1926)

Deutsche Pekingenten haben eine aufrechte Körperhaltung und einen eckigen Körper mit angezogenem Hinterteil. Diese Körperhaltung ist ein wichtiges Unterscheidungsmerkmal von anderen Entenarten. Die Aylesbury-Ente, die der Pekingente im Federkleid gleicht, trägt ihren Rücken parallel zum Boden. Das Gefieder der Pekingente ist weiß, der kurze Schnabel und die Füße sind gelb. Die Haut ist gelblich.
Die Deutschen Pekingenten werden seit Mitte des letzten Jahrhunderts nicht mehr zur landwirtschaftlichen Produktion gehalten, haben aber zahlreiche Liebhaber in der Rassegeflügelzucht.

### Amerikanische Pekingente
Die Amerikanische Pekingente stammt von neun Pekingenten ab, die ein Kapitän eines Klippers 1873 in die USA mitbrachte. Die Rasse gewann hinsichtlich ihrer Rentabilität sehr schnell an Bedeutung und wurde in den USA als sogenannte Long Island Ducks gehandelt. Verglichen mit der britischen Aylesbury-Ente hat die Pekingente eine höhere Legeleistung. Dies resultiert aus einer längeren Legeperiode und einer geringeren Neigung der Enten zur Bebrütung der Eier. Die Pekingente ist außerdem fortpflanzungsfreudiger als die Aylesbury-Ente. In Österreich hat eine Pekingente ein Alter von 13 Jahren erreicht.